# Sigrid Harendza
Sigrid Harendza (* 27. August 1965 in Köln) ist Internistin, Nephrologin und Ars-legendi-Preisträgerin.
Sie studierte von 1984 bis 1991 Humanmedizin an der Universität Frankfurt/Main. 1992 erfolgte die Promotion, die mit dem Carl Oehlemannpreis (Promotionspreis des Landes Hessen) ausgezeichnet wurde. Von 1993 bis 1994 erhielt sie ein Postdoktorandenstipendium der DFG und forschte an der University of
California, Department of Nephrology, San Francisco, USA. Seit 1995 ist sie wissenschaftliche Mitarbeiterin am Universitätsklinikum Hamburg-Eppendorf, Zentrum für Innere Medizin, III. Medizinische Klinik. Im Jahre 2000
bestand sie die Facharztprüfung für Innere Medizin. Im Wege des berufsbegleitenden Fernstudiums erwarb sie 2003 den Master of Medical Education (MME) der Universität Bern. 2003 erfolgte die Habilitation für Innere Medizin an der Universität Hamburg. Seit 2004 ist sie Oberärztin am Universitätsklinikum Hamburg-Eppendorf, Zentrum für Innere Medizin, III. Medizinische Klinik. Von April 2006 bis März 2007 war sie Prodekanin für Lehre der Medizinischen Fakultät Hamburg. 2006 erhielt sie zusammen mit Reinhard Putz (Universität München) den Ars legendi-Preis für exzellente Hochschullehre.
Seit Februar 2010 ist sie Universitätsprofessorin für Innere Medizin sowie Medizinische Ausbildungsforschung und -entwicklung an der Medizinischen Fakultät der Universität Hamburg und nahm im Jahr 2010 am Programm "Lehre hoch n" der Alfred Toepfer Stiftung F.V.S. teil.
Im Jahr 2015 erhielt sie vom Stifterverband für die Deutsche Wissenschaft ein Fellowship für Innovationen in der Hochschullehre.
Von 2016 bis 2019 leitete sie das vom Bundesministerium für Bildung und Forschung geförderte Verbundprojekt ÄKHOM (Ärztliche Kompetenzen: Hamburg – Oldenburg – München). Im Jahr 2019 erhielt sie einen Hamburger Lehrpreis 2018. Seit 2019 wird sie durch die Joachim Herz Stiftung sowie das Universitätsklinikums Hamburg-Eppendorf und die Medizinische Fakultät der Universität Hamburg für die Einrichtung eines Centrums zur Entwicklung und Prüfung ärztlicher Kompetenzen am UKE gefördert.
Gemeinsam mit Christoph Cantzler entwickelte sie das Krankenhaus-Spiel Gute Besserung.

## Quelle
- Pressemitteilung des Stifterverband für die Deutsche Wissenschaft in: GMS Zeitschrift für Medizinische Ausbildung
- Fellowship Hochschullehre: Fellows 2015
- Wissenschafts- und Hochschulforschung: ÄKHOM -Entwicklung und Validierung einer Prüfung für Medizinstudierende am Ende des Studiums mit Instrumenten zur Erfassung ärztlicher Kompetenzen
- PreisträgerInnen Hamburger Lehrpreis
- Krankenhaus-Spiel "Gute Besserung"